# 生井英考
生井 英考（いくい えいこう、1954年12月1日 - ）は、日本のアメリカ文化学者。元立教大学教授。神奈川大学非常勤講師。専門は視覚文化論、アメリカ文化研究。また地域研究、政治社会学、映像史なども専門とする。

## 略歴
1954年生まれ、慶應義塾大学文学部卒。1986年までICP-バード芸術研究課程芸術研究科に学ぶ。共立女子大学国際学部教授を経て、2011年4月からは立教大学社会学部メディア社会学科、及び同大学社会学研究科社会学専攻博士課程に教授として所属。映像や写真などの視覚的な情報の整理から当時の社会状況に至るまで多面的な考察によって文化の変容を描き、また20世紀の文明論にも影響を与えたと評価されている。立教大学においてはメディア社会学科長や立教大学アメリカ研究所員、同所長を歴任した。定年により2020年3月に同大学を退職。
また2000年から『読売新聞』で「デザイン季評」の連載を20年にわたって行い、2020年からは『朝日新聞』の書評委員を務めているほか、翻訳活動においてはティム・オブライエン『カチアートを追跡して』の邦訳作業に際して1993年に「バベル国際翻訳大賞」の文学部門賞を受賞した。

## 職歴
出典は(水上徹男 2021)より。
- 東京都写真美術館評価委員（1997年～2016年）
- 「竹尾賞」選考委員（1998年～2006年）
- アメリカ史研究会『アメリカ史研究』編集委員（1999年～2003年）
- アメリカ学会常務理事（2006年～2016年）
  - 副会長（2016年～2018年）
- 立教大学アメリカ研究所長（2013年4月～2017年3月）
- 立教大学社会学部メディア社会学科長（2015年4月～2017年3月）
- 『朝日新聞』書評委員（2020年4月から）

## 著書
- 『ジャングル・クルーズにうってつけの日 ヴェトナム戦争の文化とイメージ』筑摩書房 1987年
ちくま学芸文庫 1993年／三省堂 2000年／岩波現代文庫 2015年12月 ISBN 400-6003382
- 『負けた戦争の記憶 歴史のなかのヴェトナム戦争』三省堂 2000年5月 ISBN 4385359350
- 『興亡の世界史 第19巻 空の帝国アメリカの20世紀』講談社 2006年11月 ISBN 406280719X／講談社学術文庫 2018年12月 ISBN 978-4-06-514093-2

### 共編著･監修
- 『G・S たのしい知識  = La gaya scienza 特集 6 トランス・アメリカトランス・アトランティック』責任編集、UPU、1987年11月。ISBN 4946432531
- 『零(ゼロ)の修辞学』共著、リブロポート、1992年6月。ISBN 4845706288
- 『Adieu 狩野喜彦写真集』監修 光村印刷 2000
- 『総力戦体制からグローバリゼーションへ』山之内靖ほか編 共著 平凡社 グローバリゼーション・スタディーズ 2003年1月 ISBN 4582452191
- 『文化の受容と変貌』荒このみ共編著 ミネルヴァ書房 シリーズ・アメリカ研究の越境 2007年 ISBN 978-4623049455
- 『記憶の地層を掘る: アジアの植民地支配と戦争の語り方』今井昭夫・岩崎稔編、御茶の水書房、2010年10月。ISBN 978-4275008930

### 翻訳
- ティム・オブライエン『カチアートを追跡して』国書刊行会 1992年3月（2冊） ISBN 4336030618 (1), ISBN 4336033374 (2)。新潮文庫 1997年
- アラン・トラクテンバーグ『アメリカ写真を読む 歴史としてのイメージ』石井康史共訳 白水社 1996年9月 ISBN 456003866X

## 論文
- 生井英考「ウソっぽさふりまくユーミン語」『朝日ジャーナル』第24巻第51号、朝日新聞社、1982年12月、40-42頁、ISSN 05712378、CRID 1521417755476644480。
- 生井英考「ファッション:アートへの接近=生活からの遊離か?」『朝日ジャーナル』第25巻第40号、朝日新聞社、1983年9月、76-77頁、ISSN 05712378、CRID 1523951030247733248。
- 生井英考「モードのポリティクス」『ユリイカ』第18巻第3号、青土社、1986年3月、162-165頁、ISSN 13425641、CRID 1522262179932080128。
- 生井英考「現代アメリカのニュー・イメージ:アメリカン・ルミニッサンス:「ニューカラー・フォトグラフィ」とその周辺」『ユリイカ』第19巻第7号、青土社、1987年6月、258-270頁、ISSN 13425641、CRID 1524232505166218368。
- 生井英考「スワン・ソングの聴える橋:アメリカン・ボザールの夢のヴィジョン」『ユリイカ』第19巻第13号、青土社、1987年12月、158-175頁、ISSN 13425641、CRID 1521699230550561024。
- 生井英考「失われた聖戦」『アメリカ研究』第1990巻第24号、アメリカ学会、1990年、81-100頁、doi:10.11380/americanreview1967.1990.81、ISSN 03872815、CRID 1390001205350212480。
- 生井英考「「ライフスタイル」の修辞学」『思想』第817号、岩波書店、1992年7月、64-72頁、ISSN 03862755、CRID 1521417755244302848。
- 生井英考「「できごとのデザイン」史」『現代デザインを学ぶ』、世界思想社、1996年、17-34頁、CRID 1570291226084535296。
- 生井英考「境界線上のアメリカー3-「アメリカ写真」の神話と逆説-2-スティーグリッツの肖像」『10+1』第7号、INAX、1996年11月、176-183頁、CRID 1523669555476155648。
- 生井英考「越境する感受性 : アメリカ写真の20世紀 (連続公開講座「アメリカ文化の現在 : 映画・演劇・写真」)」『アメリカ研究シリーズ』第20巻、1998年3月、41-56頁、doi:10.14992/00004980、ISSN 09169199、CRID 1390290699760319616。
- 生井英考「「アメリカの戦争」の記憶 : ヴェトナム戦争をめぐって (<特集>国際シンポジウム「記憶と歴史」)」『Quadrante : クァドランテ : 四分儀 : 地域・文化・位置のための総合雑誌』第2巻、東京外国語大学海外事情研究所、2000年3月、67-77頁、ISSN 1344-5987、CRID 1050001337708460288。
- 生井英考「視覚文化論の可能性 (<特集>視覚文化論)」『立教アメリカン・スタディーズ』第28巻、2006年、7-24頁、doi:10.14992/00002001、ISSN 13464825、CRID 1390009224783442176。
- 久保文明, 古矢旬「座談会「アメリカ研究の越境」とは何か」『荒このみ、生井英考【編著】『文化の受容と変貌(シリーズ・アメリカ研究の越境第6巻)』(ミネルヴァ書房)』2007年、307-399頁、CRID 1010282257437357836。
- 生井英考, Mary A. Knighton, 渡辺靖「座談会 アメリカの夢と神話のゆくえ」『三田評論』第1116号、慶応義塾、2008年10月、10-26頁、ISSN 1343618X、CRID 1520290884037748608。
- 生井英考「ポピュラーカルチャー研究小史 (<特集>アメリカの社会とポピュラーカルチャー)」『立教アメリカン・スタディーズ』第34巻、2012年、7-22頁、CRID 1050564287952906112。* 生井英考, 江崎聡子「講義「トランプ時代の解剖学 : アメリカ文化の現在」報告書」『立教アメリカン・スタディーズ』第41巻、2019年、121-126頁、doi:10.14992/00017870、ISSN 13464825、CRID 1390572174740068352。
- 生井英考「〈民意〉の世紀をめぐって」『立教アメリカン・スタディーズ』第43巻、2021年、7-16頁、doi:10.14992/00020838、ISSN 13464825、CRID 1390853650495554560。